# Lijst van Selenopidae
Deze pagina beschrijft alle soorten spinnen uit de familie der Selenopidae.

## Amamanganops
Amamanganops Crews & Harvey, 2011
- Amamanganops baginawe Crews & Harvey, 2011

## Anyphops
Anyphops Benoit, 1968
- Anyphops alticola (Lawrence, 1940)
- Anyphops amatolae (Lawrence, 1940)
- Anyphops atomarius (Simon, 1887)
- Anyphops barbertonensis (Lawrence, 1940)
- Anyphops barnardi (Lawrence, 1940)
- Anyphops basutus (Pocock, 1901)
- Anyphops bechuanicus (Lawrence, 1940)
- Anyphops benoiti Corronca, 1998
- Anyphops braunsi (Lawrence, 1940)
- Anyphops broomi (Pocock, 1900)
- Anyphops caledonicus (Lawrence, 1940)
- Anyphops capensis (Lawrence, 1940)
- Anyphops civicus (Lawrence, 1940)
- Anyphops decoratus (Lawrence, 1940)
- Anyphops dubiosus (Lawrence, 1952)
- Anyphops dulacen Corronca, 2000
- Anyphops fitzsimonsi (Lawrence, 1940)
- Anyphops gilli (Lawrence, 1940)
- Anyphops helenae (Lawrence, 1940)
- Anyphops hessei (Lawrence, 1940)
- Anyphops hewitti (Lawrence, 1940)
- Anyphops immaculatus (Lawrence, 1940)
- Anyphops karrooicus (Lawrence, 1940)
- Anyphops kivuensis Benoit, 1968
- Anyphops kraussi (Pocock, 1898)
- Anyphops lawrencei (Roewer, 1951)
- Anyphops leleupi Benoit, 1972
- Anyphops lesserti (Lawrence, 1940)
- Anyphops lignicola (Lawrence, 1937)
- Anyphops lochiel Corronca, 2000
- Anyphops longipedatus (Roewer, 1955)
- Anyphops lucia Corronca, 2005
- Anyphops lycosiformis (Lawrence, 1937)
- Anyphops maculosus (Lawrence, 1940)
- Anyphops marshalli (Pocock, 1902)
- Anyphops minor (Lawrence, 1940)
- Anyphops montanus (Lawrence, 1940)
- Anyphops mumai (Corronca, 1996)
- Anyphops namaquensis (Lawrence, 1940)
- Anyphops narcissi Benoit, 1972
- Anyphops natalensis (Lawrence, 1940)
- Anyphops ngome Corronca, 2005
- Anyphops parvulus (Pocock, 1900)
- Anyphops phallus (Lawrence, 1952)
- Anyphops pococki (Lawrence, 1940)
- Anyphops purcelli (Lawrence, 1940)
- Anyphops regalis (Lawrence, 1940)
- Anyphops reservatus (Lawrence, 1937)
- Anyphops rubicundus (Lawrence, 1940)
- Anyphops schoenlandi (Pocock, 1902)
- Anyphops septemspinatus (Lawrence, 1937)
- Anyphops septentrionalis Benoit, 1975
- Anyphops sexspinatus (Lawrence, 1940)
- Anyphops silvicolellus (Strand, 1913)
- Anyphops smithersi (Lawrence, 1940)
- Anyphops spenceri (Pocock, 1896)
- Anyphops sponsae (Lessert, 1933)
- Anyphops stauntoni (Pocock, 1902)
- Anyphops stridulans (Lawrence, 1940)
- Anyphops thornei (Lawrence, 1940)
- Anyphops transvaalicus (Lawrence, 1940)
- Anyphops tuckeri (Lawrence, 1940)
- Anyphops tugelanus (Lawrence, 1942)
- Anyphops whiteae (Pocock, 1902)

## Garcorops
Garcorops Corronca, 2003
- Garcorops jocquei Corronca, 2003
- Garcorops madagascar Corronca, 2003
- Garcorops paulyi Corronca, 2003

## Godumops
Godumops Crews & Harvey, 2011
- Godumops caritus Crews & Harvey, 2011

## Hovops
Hovops Benoit, 1968
- Hovops dufouri (Vinson, 1863)
- Hovops legrasi (Simon, 1887)
- Hovops madagascariensis (Vinson, 1863)
- Hovops mariensis (Strand, 1908)
- Hovops modestus (Lenz, 1886)
- Hovops pusillus (Simon, 1887)

## Karaops
Karaops Crews & Harvey, 2011
- Karaops alanlongbottomi Crews & Harvey, 2011
- Karaops australiensis (Koch, 1875)
- Karaops badgeradda Crews & Harvey, 2011
- Karaops burbidgei Crews & Harvey, 2011
- Karaops dawara Crews & Harvey, 2011
- Karaops deserticola Crews & Harvey, 2011
- Karaops ellenae Crews & Harvey, 2011
- Karaops francesae Crews & Harvey, 2011
- Karaops gangarie Crews & Harvey, 2011
- Karaops jarrit Crews & Harvey, 2011
- Karaops jenniferae Crews & Harvey, 2011
- Karaops julianneae Crews & Harvey, 2011
- Karaops karrawarla Crews & Harvey, 2011
- Karaops keithlongbottomi Crews & Harvey, 2011
- Karaops larryoo Crews & Harvey, 2011
- Karaops manaayn Crews & Harvey, 2011
- Karaops marrayagong Crews & Harvey, 2011
- Karaops martamarta Crews & Harvey, 2011
- Karaops monteithi Crews & Harvey, 2011
- Karaops ngarutjaranya Crews & Harvey, 2011
- Karaops pilkingtoni Crews & Harvey, 2011
- Karaops raveni Crews & Harvey, 2011
- Karaops toolbrunup Crews & Harvey, 2011
- Karaops vadlaadambara Crews & Harvey, 2011

## Makdiops
Makdiops Crews & Harvey, 2011
- Makdiops agumbensis (Tikader, 1969)
- Makdiops mahishasura Crews & Harvey, 2011
- Makdiops montigenus (Simon, 1889)
- Makdiops nilgirensis (Reimoser, 1934)
- Makdiops shiva Crews & Harvey, 2011

## Pakawops
Pakawops Crews & Harvey, 2011
- Pakawops formosanus (Kayashima, 1943)

## Selenops
Selenops Latreille, 1819
- Selenops abyssus Muma, 1953
- Selenops actophilus Chamberlin, 1924
- Selenops aequalis Franganillo, 1935
- Selenops aissus Walckenaer, 1837
- Selenops alemani Muma, 1953
- Selenops amona Crews, 2011
- Selenops angelae Corronca, 1998
- Selenops angolaensis Corronca, 2002
- Selenops annulatus Simon, 1876
- Selenops ansieae Corronca, 2002
- Selenops arikok Crews, 2011
- Selenops aztecus Valdez-Mondragón, 2010
- Selenops bani Alayón, 1992
- Selenops banksi Muma, 1953
- Selenops baweka Crews, 2011
- Selenops beynai Schawaller, 1984 (†)
- Selenops bifurcatus Banks, 1909
- Selenops bocacanadensis Crews, 2011
- Selenops brachycephalus Lawrence, 1940
- Selenops bursarius Karsch, 1879
- Selenops buscki Muma, 1953
- Selenops cabagan Alayón, 2005
- Selenops camerun Corronca, 2001
- Selenops canasta Alayón, 2005
- Selenops candidus Muma, 1953
- Selenops caney Alayón, 2005
- Selenops chamela Crews, 2011
- Selenops cocheleti Simon, 1880
- Selenops comorensis Schmidt & Krause, 1994
- Selenops cristis Corronca, 2002
- Selenops curazao Alayón, 2001
- Selenops debilis Banks, 1898
- Selenops denia Crews, 2011
- Selenops dilamen Corronca, 2002
- Selenops dilon Corronca, 2002
- Selenops duan Crews, 2011
- Selenops ducke Corronca, 1996
- Selenops ecuadorensis Berland, 1913
- Selenops enriquillo Crews, 2011
- Selenops feron Corronca, 2002
- Selenops florenciae Corronca, 2002
- Selenops formosus Bryant, 1940
- Selenops geraldinae Corronca, 1996
- Selenops gracilis Muma, 1953
- Selenops guerrero Crews, 2011
- Selenops hebraicus Mello-Leitão, 1945
- Selenops huetocatl Crews, 2011
- Selenops iberia Alayón, 2005
- Selenops ilcuria Corronca, 2002
- Selenops imias Alayón, 2005
- Selenops insularis Keyserling, 1881
- Selenops intricatus Simon, 1910
- Selenops isopodus Mello-Leitão, 1941
- Selenops ivohibe Corronca, 2005
- Selenops ixchel Crews, 2011
- Selenops jocquei Corronca, 2005
- Selenops juxtlahuaca Valdez, 2007
- Selenops kalinago Crews, 2011
- Selenops kikay Corronca, 1996
- Selenops kruegeri Lawrence, 1940
- Selenops lavillai Corronca, 1996
- Selenops lepidus Muma, 1953
- Selenops lesnei Lessert, 1936
- Selenops levii Corronca, 1997
- Selenops lindborgi Petrunkevitch, 1926
- Selenops littoricola Strand, 1913
- Selenops lobatse Corronca, 2001
- Selenops lucibel Corronca, 2002
- Selenops lumbo Corronca, 2001
- Selenops makimaki Crews, 2011
- Selenops malinalxochitl Crews, 2011
- Selenops manzanoae Corronca, 1997
- Selenops maranhensis Mello-Leitão, 1918
- Selenops marcanoi Alayón, 1992
- Selenops marginalis F. O. P.-Cambridge, 1900
- Selenops marilus Corronca, 1998
- Selenops melanurus Mello-Leitão, 1923
- Selenops mexicanus Keyserling, 1880
- Selenops micropalpus Muma, 1953
- Selenops minutus F. O. P.-Cambridge, 1900
- Selenops morosus Banks, 1898
- Selenops morro Crews, 2011
- Selenops nesophilus Chamberlin, 1924
- Selenops nigromaculatus Keyserling, 1880
- Selenops occultus Mello-Leitão, 1918
- Selenops oculatus Pocock, 1898
- Selenops ollarius Zhu, Sha & Chen, 1990
- Selenops onka Corronca, 2005
- Selenops oricuajo Crews, 2011
- Selenops ovambicus Lawrence, 1940
- Selenops oviedo Crews, 2011
- Selenops para Corronca, 1996
- Selenops pensilis Muma, 1953
- Selenops peraltae Corronca, 1997
- Selenops petenajtoy Crews, 2011
- Selenops petrunkevitchi Alayón, 2003
- Selenops phaselus Muma, 1953
- Selenops pygmaeus Benoit, 1975
- Selenops radiatus Latreille, 1819
  - Selenops radiatus fuscus Franganillo, 1926
- Selenops rapax Mello-Leitão, 1929
- Selenops rosario Alayón, 2005
- Selenops sabulosus Benoit, 1968
- Selenops saldali Corronca, 2002
- Selenops scitus Muma, 1953
- Selenops secretus Hirst, 1911
- Selenops shevaroyensis Gravely, 1931
- Selenops siboney Alayón, 2005
- Selenops simius Muma, 1953
- Selenops souliga Crews, 2011
- Selenops spixi Perty, 1833
- Selenops submaculosus Bryant, 1940
- Selenops sumitrae Patel & Patel, 1973
- Selenops tenebrosus Lawrence, 1940
- Selenops tiky Corronca, 1998
- Selenops tomsici Corronca, 1996
- Selenops tonteldoos Corronca, 2005
- Selenops trifidus Bryant, 1948
- Selenops vigilans Pocock, 1898
- Selenops vinalesi Muma, 1953
- Selenops viron Corronca, 2002
- Selenops willinki Corronca, 1996
- Selenops wilmotorum Crews, 2011
- Selenops wilsoni Crews, 2011
- Selenops ximenae Corronca, 1997
- Selenops zairensis Benoit, 1968
- Selenops zuluanus Lawrence, 1940
- Selenops zumac Corronca, 1996

## Siamspinops
Siamspinops Dankittipakul & Corronca, 2009
- Siamspinops aculeatus (Simon, 1901)
- Siamspinops allospinosus Dankittipakul & Corronca, 2009
- Siamspinops spinescens Dankittipakul & Corronca, 2009
- Siamspinops spinosissimus Dankittipakul & Corronca, 2009
- Siamspinops spinosus Dankittipakul & Corronca, 2009